# Prikubanski (Anapa, Krasnodar)
Prikubanski (del ruso: Прикубанский) es un jútor del ókrug urbano de la ciudad-balneario de Anapa del krai de Krasnodar, en el sur de Rusia. Está situado en la orilla izquierda del río Kubán, en su delta, 34 km al norte de la ciudad de Anapa y 120 km al oeste de Krasnodar. Tenía 6 habitantes en 2010.
Pertenece al municipio Pervomaiskoye.